# Zjerm
Zjerm è un singolo del duo musicale albanese Shkodra Elektronike, pubblicato il 10 dicembre 2024 come primo estratto dal secondo EP Shndrit!.

## Descrizione
Zjerm è stata scritta e composta da Beatriçe Gjergji con l'aiuto di Lekë Gjeloshi e arrangiata da Kolë Laca. Il testo del brano, il cui titolo significa letteralmente "fuoco", è scritto in albanese ghego.

In un'intervista per la testata online Eurovision and Friends, Gjergji ha parlato del processo creativo dietro alla canzone, che è stata scritta specificamente per il Festivali i Këngës:
Il pezzo rappresenta un sogno di rinascita, un invito a immaginare un mondo privo di violenza, solitudine e divisioni. Qui il fuoco, simbolo di forza, purificazione e rinascita, funge da filo conduttore tra l'amore per le proprie radici e il desiderio di cambiamento. Le "persone buone" e quelle "senza nome" che danzano insieme incarnano un'umanità capace di unirsi al di là di ogni differenza sociale e culturale, mentre la ripetizione del verbo shndrit (splendi) riecheggia come un inno alla resilienza, affinché la luce non venga mai soffocata dall'oscurità.

## Promozione
Il 15 novembre 2024, Zjerm è stato presentato come uno dei 30 brani selezionati per partecipare alla 63ª edizione del Festivali i Këngës. La canzone è stata resa disponibile al pubblico il 6 dicembre successivo. Il brano ha preso parte alla prima semifinale il 19 dicembre, riuscendo a qualificarsi tra i 15 finalisti. Durante la finale del 22 dicembre, Zjerm ha trionfato, guadagnando il primo posto sia nel voto della giuria che nel voto telefonico, e il secondo posto nel voto online. Grazie a tale vittoria, gli Shkodra Elektronike hanno ottenuto il diritto di rappresentare l'Albania all'Eurovision Song Contest 2025 a Basilea.

## Tracce
Testi di Beatriçe Gjergji e Lekë Gjeloshi, musiche di Beatriçe Gjergji e Kolë Laca.
1. Zjerm – 3:04

## Formazione
- Beatriçe Gjergji – voce
- Kolë Laca – produzione

## Classifiche
| Classifica (2025) | Posizione massima |
| ----------------- | ----------------- |
| Grecia            | 8                 |
| Lituania          | 29                |
| Svizzera          | 78                |